# Филипп Эрнст Гогенлоэ-Лангенбургский
Филипп Эрнст цу Гогенлоэ-Лангенбургский (нем. Philipp Ernst von Hohenlohe-Langenburg; 11 августа 1584, Лангенбург — 29 января 1628, Вайкерсхайм) — немецкий аристократ, 1-й граф цу Гогенлоэ-Лангенбург (1610—1628).

## Биография
Родился 11 августа 1584 года в Лангенбурге. Четвёртый сын графа Вольфганга цу Гогенлоэ-Лангенбурга (1546—1610), и его жены, графини Магдалены фон Нассау-Дилленбург (1547—1633), младшей дочери графа Вильгельма I Нассау-Дилленбурга (1487—1559) и его второй жены, графини Юлианы фон Штольберг (1506—1580). По отцу — внук графа Людвига Казимира фон Гогенлоэ-Вальденбург-Нойенштайна (1517—1568) и графини Анны фон Сольмс-Лаубах-Лих (1522—1594).
После военной службы в Нидерландах Филипп Эрнст унаследовал от своего дяди, графа Филиппа фон Гогенлоэ-Нойенштайна (1550—1606), нидерландскую сеньорию Лисфельд.
В 1610 году после смерти графа Вольфганга его сыновья Георг Фридрих (1569—1645), Крафт (1582—1641) и Филипп Эрнст разделили между собой его владения. Георг Фридрих получил во владение Вайкерсхайм, Крафт — Нойенштайн, а их младший брат, Филипп Эрнст, получил во владение Лангенбург, где сразу же начал перестройку местной крепости в замок-резиденцию. Граф Филипп Эрнст Гогенлоэ-Лангенбургский оставил военную службу в чине полковника нидерландской армии.

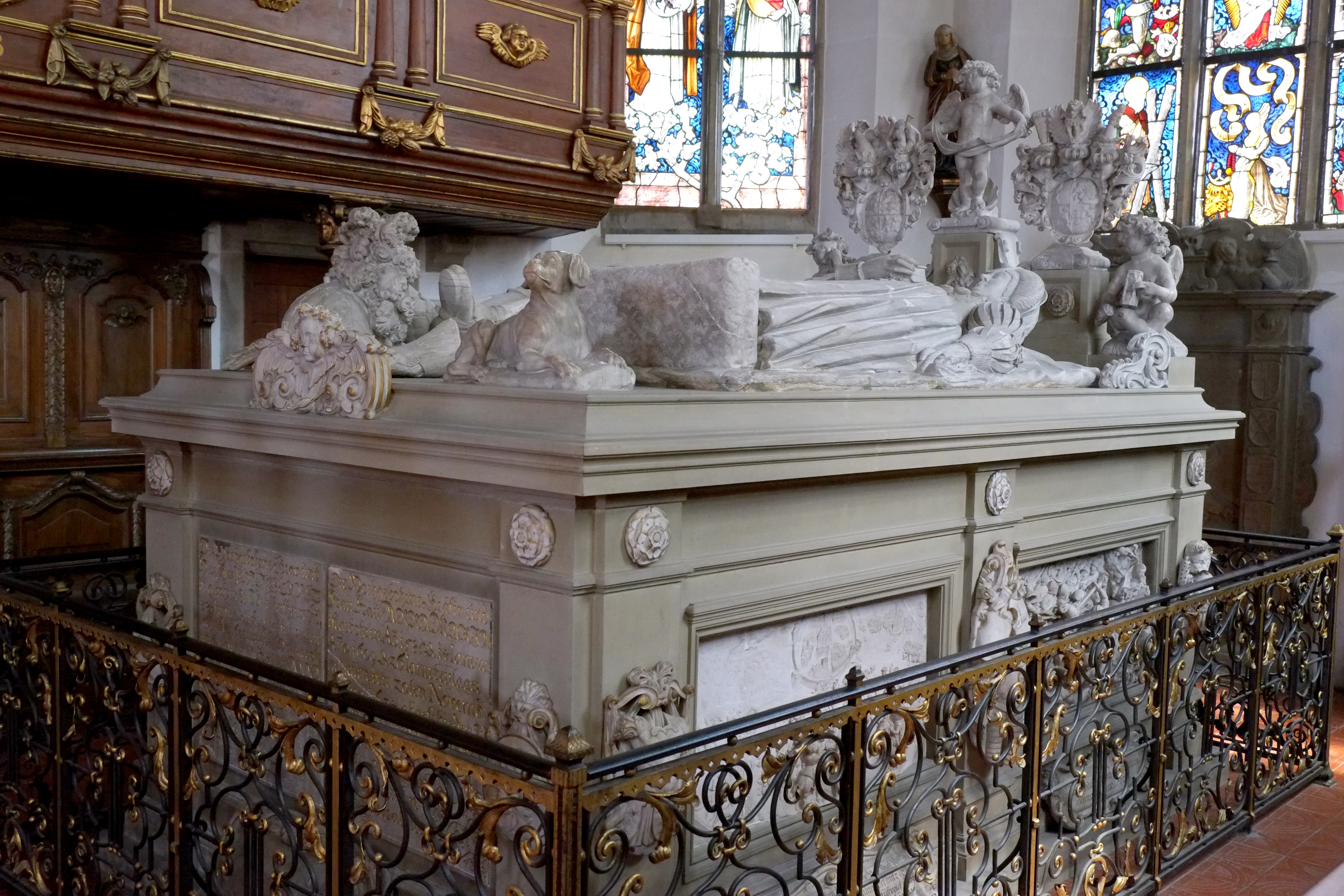
Гроб графа Филиппа Эрнста Гогенлоэ-Лангенбурга и его супруги

43-летний Филипп Эрнст Гогенлоэ-Лангенбургский скончался от «каменной болезни» 29 января 1628 года в Вайкерсхайме и был похоронен в склепе городской церкви Лангенбурга.

## Семья
15 февраля 1609 года Филипп Эрнст женился в Зонневальде на графине Анне Марии фон Сольмс-Зонневальде (14 января 1585 — 20 ноября 1634), старшей дочери графа Отто фон Сольмс-Зонневальде (1550—1612) и графини Анны Амалии фон Нассау-Вайльбургской (1560—1634), дочери графа Альбрехта фон Нассау-Вайльбург (1537—1593) и Анны фон Нассау-Дилленбург (1541—1612). Супруги имели следующих детей:
- Вольфганг Отто (12 мая 1611 — 11 октября 1632)
- Филипп Эрнст (род. и ум. 13 марта 1612)
- Людвиг Крафт (9 мая 1613 — 10 августа 1632)
- Филипп Мориц (22 июля 1614 — 15 февраля 1635)
- Георг Фридрих (20 ноября 1615—1616)
- Анна Магдалена (15 апреля 1617 — 4 октября 1671), муж с 1649 года бургграф Георг Людвиг фон Кирхберг[болг.] (1626—1686)
- Доротея София (род. 20 июля 1618)
- Иоахим Альбрехт (3 августа 1619 — 15 июля 1675), граф цу Гогенлоэ-Кирхберг
- Ева Кристиана (24 декабря 1621 — 25 мая 1681), муж с 1646 года граф Вольфганг Фридрих фон Гогенлоэ-Вальденбург[болг.] (1617—1658)
- Мария Юлиана (6 июня 1623 — 11 января 1695), 1-й муж с 1647 года граф Иоганн Вильгельм Шенк фон Лимпург-Гайльдорф-Шмидельфелд[болг.] (1607—1655), 2-й муж с 1663 года граф Франц фон Лимпург-Шпекфельд (1637—1673)
- Генрих Фридрих (5 сентября 1625 — 5 июня 1699), граф цу Гогенлоэ-Лангенбург (1628—1699), 1-я жена с 1652 года графиня Элеонора Магдалена фон Гогенлоэ-Вайкерсхайм (1635—1657), 2-я жена с 1658 года графиня Юлиана Доротея фон Кастель-Ремлинген[болг.] (1640—1706).